# Ildefons Cerdà
Ildefons Cerdà i Sunyer (Sant Martí de Centelles, 23 de dezembro de 1815 — Caldas de Besaya, 21 de agosto de 1876) foi um engenheiro urbanista e político catalão responsável pelo plano de extensão e reforma (Plan de Ensanche) da cidade de Barcelona. Formou-se engenheiro de caminhos em Madrid no ano de 1841. Um dos fundadores do urbanismo moderno.

## Biografia
Filho de uma família de proprietários liberais, entre os anos de 1833-1835 seguiu os cursos de desenho, arquitetura e matemática em Barcelona. Em 1835, muda-se para Madrid para estudar na Colegio de Ingenieros de Caminos, onde se forma em 1841. Entre sua formatura e 1846, trabalhou em diversos projetos de construção de estradas.  Em 1844 vê pela primeira vez o funcionamento de uma estrada de ferro, fato que o deixa bastante impressionado. Passa a dedicar-se ao estudo das cidades, principalmente aquelas que serão servidas pela sistema ferroviário.
Em 1851 inicia sua vida política, sendo eleito deputado no Parlamento, sob plataforma progressista.  Nas décadas de 1850 e 1860 será também Conselheiro Municipal de Barcelona. Durante a década 1850, Cerdà começa seus estudos sobre a cidade de Barcelona e seu ensanche (extensão).  A cidade estava então limitada pelas muralhas antigas, que uma vez a protegeram mas que agora impediam seu crescimento.  Em 1854, o governo decide oficialmente derrubar as muralhas, o que abre caminho para realização de um novo plano para a cidade.
O Plano Cerdá de extensão da cidade de Barcelona foi finalmente aprovado em maio de 1860, após concurso realizado em 1859. Em 1859 Cerdá prepara a sua "teoria da construção das cidades", uma versão revisada e ampliada da teoria apresentada na memória de seu plano. Em 1860 recebe permissão para um estudo sobre o desenvolvimento e extensão da cidade de Madrid, onde recentemente havia sido aprovado outro plano de extensão o Plan Castro. Sua "teoria da viabilidade urbana" (resultado deste estudo) é publicada em 1861. Em 1867 publica sua Teoria Geral da Urbanização onde reformula e perfecciona suas teorias anteriores. Este estudo é considerada por alguns como o primeiro tratado moderno de urbanismo.

## Sobre o termourbanismo
Apesar de jamais ter usado o termo urbanismo, Cerdá usou o termo urbe para designar de modo geral os diferentes tipos de assentamento humano e cunhou o neologismo urbanização (urbanización) designando a ação sobre a urbe. Destes termos muito próximos surgirá o nome urbanismo no início do século XX. Cerdà publicou extensos estudos sobre as cidades de Barcelona e Madri, que versavam sobre os mais diversos aspectos da cidade indo desde questões técnicas (como a análise da rua e seus sistemas de infraestrutura) até questões teóricas e territoriais (i.e.: como ligar as cidades em uma grande rede nacional?). Um compêndio expandido e revisado, a Teoria Geral da Urbanização, publicado em 1867, resulta de seus estudos anteriores e é a publicação mais notória de Cerdà.

## Plano de extensão de Barcelona

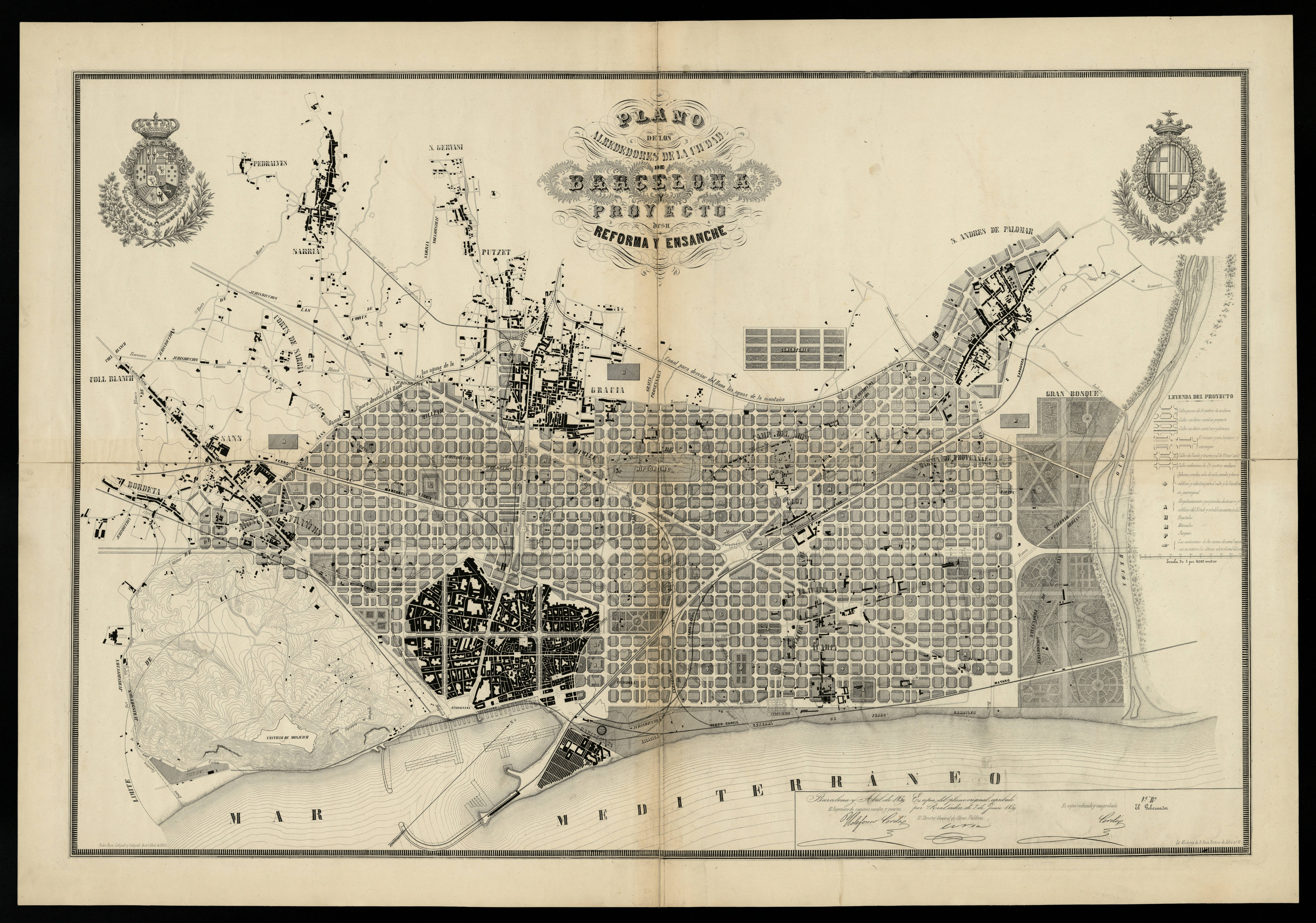
Barcelona: Plano de Extensão.

O Plano de Extensão (Ensanche) de Barcelona é considerado a principal obra de Ildefons Cerdà. A decisão oficial de derrubar as muralhas, em 1854, abre caminho para a transformação da cidade de Barcelona. Em 1855 uma comissão da qual Cerdá faz parte inicia os estudos de um plano de extensão para a cidade. A comissão apresentará um ante-projeto em dezembro do mesmo ano. 
O principal objetivo do plano foi o de aumentar a área total da cidade, permitindo sua expansão além dos limites da antiga muralha, e fornecer uma alternativa mais ordenada de ruas e quadras em comparação à confusa trama da do centro histórico de Barcelona. A contenção da cidade nestes limites havia aumentado grandemente sua densidade e criado problemas de comunicação com o exterior.  
A base do plano é um sistema de vias e quadras que poderia se estender indefinidamente, à medida que a cidade fosse crescendo.  Cerdá cria uma hierarquia viária onde pequenas ruas "desaguam" em ruas maiores que por sua vez "desaguam" em grandes avenidas.  Para explicar este conceito hierárquico, Cerdá utiliza a analogia de pequenos rios desaguando em rios cada vez maiores e mais largos. Cerdá chama de intervias os espaços entre o sistema viário.  As quadras, portanto, são os espaços contidos entre as vias.  Assim, Cerdá reforça a noção de que quadras e vias formam uma estrutura única e inter-dependente.
O Plano é conhecido hoje principalmente por sua representação gráfica com sua retícula característica. Esta, no entanto, é mal compreendida e vista como uma grelha simples, que se estende a partir dos limites da cidade antiga. O plano apresenta um sistema completo que distribui parques, indústria, comércio e residências de forma equilibrada. As avenidas principais formam estruturas que coordenam a expansão das quadras. Os quarteirões, hoje preenchidos em todos os seus lados, foram idealizados como quadras abertas, que permitiam o maior fluxo de pessoas e de ar pela cidade, assim como poderiam ser preenchidos por áreas verdes. Tão importante quanto os desenhos é, também, o sistema teórico desenvolvido por Cerdá e apresentado na memória da proposta.

## Fundamentos teóricos do plano de Cerdà
- A cidade funciona em torno do duplo conceito: movimento e repouso
- A rua deve fornecer redes de infraestrutura, permitir o transporte e possibilitar a melhor aeração e iluminação das casas.
- O conceito de inter-vias representa a importância da quadra e do sistema viário na estrutura da cidade
- O sistema de transportes é um elemento fundamental para o funcionamento da cidade
- O plano deve possibilitar a extensão ilimitada da cidade
- Deve haver a união entre a cidade antiga e a nova zona de extensão

## Estudos principais
- 1859 - Teoría de la Construcción de Ciudades (TCC): Análise teórica que fundamenta sua proposta de plano de extensão e reforma da cidade de Barcelona, iniciado em 1855.
- 1861 - Teoría de la Viabilidad Urbana y Reforma de la de Madrid (TVU); Estudo analítico da situação Madrilena seguindo as bases estabelecidas na TCC. Estabelece um estudo crítico do plano de extensão realizado por Carlos Maria de Castro em 1859.
- 1863 - Teoría del Enlace del Movimiento de las Vías Marítimas y Terrestres
- 1867 - Teoría General de la Urbanización (TGU). Reformula e reordena os princípios estabelecidos nos estudos anteriores.  A TGU é reeditada em 1885 e 1971 (facsimile).